# Hindenburgdamm

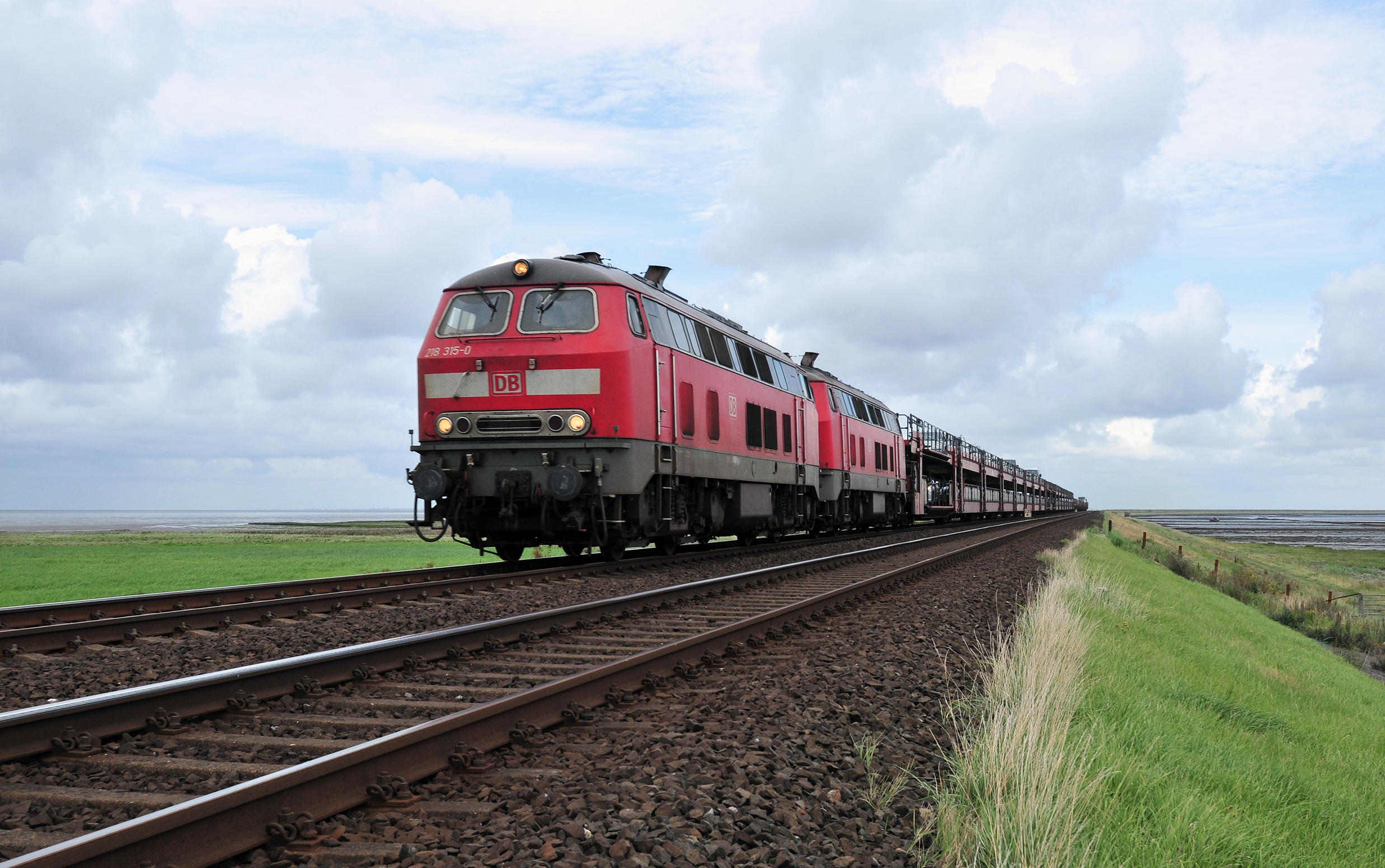
Pociąg jadący przez Hindenburgdamm

Hindenburgdamm – sztuczna grobla komunikacyjna w Niemczech, łącząca wyspę Sylt ze stałym lądem. Grobla ma długość 8,1 km i została wybudowana w latach 1923–1927. Tama została wybudowana dla linii kolejowej (Marschbahn), która biegnie jej środkiem.
Pierwsze plany budowy zapory pojawiły się jeszcze na długo przed rozpoczęciem inwestycji. Projekt połączenia Syltu ze stałym lądem spotkał się z wieloma protestami zwłaszcza niektórych mieszkańców wyspy. Ostatecznie w 1913 roku pruski Landtag wyraził zgodę na budowę, do której jednak wówczas nie doszło z powodu wybuchu I wojny światowej. Budowa tamy ruszyła dopiero 10 lat później, w maju 1923 roku (prace wstępne rozpoczęły się w 1921 roku), ale w sierpniu cała dotychczas wykonana praca została zniweczona przez sztorm. Inwestycji jednak nie zaniechano, choć zdarzenie wymogło korektę w przebiegu grobli, którą skierowano bardziej na północ. Uroczyste otwarcie grobli nastąpiło 1 czerwca 1927 roku. W chwili otwarcia tama miała długość 11,2 km. W 1954 roku, po oddaniu do użytku polderu po stronie stałego lądu, na południe od zapory (teren obecnej gminy Friedrich-Wilhelm-Lübke-Koog) długość tamy skróciła się do 8,1 km.
Od początku istnienia tamy przebiega przez nią linia kolejowa (Marschbahn). Ponieważ nie istnieje żadne inne lądowe połączenie wyspy ze stałym lądem, po trasie kursują również specjalne pociągi przewożące samochody pomiędzy Niebüll i Westerland.